# Julianna Rose Mauriello
Julianna Rose Mauriello (* 26. Mai 1991 in Irvington, New York) ist eine ehemalige US-amerikanische Schauspielerin und Tänzerin.

## Leben
Julianna Rose Mauriello begann ihre Schauspielkarriere in dem Ballett Der Nussknacker, in den Musicals Carousel und in The Wiz. Von 2002 bis 2003 hatte sie einen Auftritt in dem Broadway-Musical Oklahoma!. Sie wirkte zudem in den Musicals Gypsy: A Musical Fable und in Ein Baum wächst in Brooklyn mit.
Fast zwei Jahre, vom 18. September 2004 bis zum 9. September 2006, spielte sie die Rolle der Stephanie in der Kinderfernsehserie LazyTown. Als herausragende Darstellerin in einer Kinderserie war sie 2006 für den Daytime Emmy Award nominiert. Sie wurde in der deutschen Version von Cathlen Gawlich synchronisiert.
In dem Film Hip Hop Kids: Hip Hop Homeroom Math verkörperte Mauriello sich selbst. Sie spielte auch in vielen Werbespots mit und machte einige Voice-overs.
Mauriello ist Ehrenkursteilnehmerin an der New Yorker Professional Performing Arts School und nimmt Unterricht in Ballett, Jazz Dance, Stepptanz, Irish Dance und Gymnastik.

## Filmografie (Auswahl)
- 2002–2004: Max & Ruby (Stimme)
- 2004–2006: LazyTown
- 2008: a Fix (Kurzfilm)